# NGC 1652
NGC 1652 ist ein offener Sternhaufen in der Großen Magellanschen Wolke, im Sternbild Dorado. 
Der Sternhaufen wurde am 2. November 1834 von John Herschel mit einem 18,7-Zoll-Reflektor entdeckt und später von Dreyer in seinen New General Catalogue aufgenommen. Es erscheint sehr wahrscheinlich, dass der Eintrag NGC 1649 sich ebenfalls auf diesen Sternhaufen bezieht; dieser Eintrag geht auf eine einzelne Beobachtung von John Herschel vom Dezember 1834 zurück.